# (32420) 2000 RS40
2000 RS40 (asteroide 32420) é um asteroide troiano de Júpiter. Possui uma excentricidade de 0.06878440 e uma inclinação de 13.84508º.
Este asteroide foi descoberto no dia 3 de setembro de 2000 por LINEAR em Socorro.